# Fogtdals Fotografpriser
Fogtdals Fotografpriser er en hæderspris indstiftet af Palle Fogtdal i 2004, prisen er på 250.000 kr., og tildeles danske fotografer, der har ydet en stor indsats indenfor dansk fotografi. Udover hædersprisen uddeler Fogtdals Fotografpriser også fem andre priser som rejselegater på 50.000 kr. De gives til kunstnere, som har gjort sig bemærket, og fortjener en opmuntring til videreudvikling af deres talent og virke.
- 2004, Viggo Rivad
- 2005, Keld Helmer-Petersen
- 2006, Krass Clement
- 2007, Kirsten Klein
- 2008, Morten Bo
- 2009, Jacob Holdt
- 2010, Marianne Grøndahl